# Église Saint-Thomas-Becket d'Avrieux
L'église Saint-Thomas-Becket est une église catholique située en France à Avrieux, dans le département de la Savoie en région Auvergne-Rhône-Alpes.
Elle fait l'objet d'un classement au titre des monuments historiques depuis 1989.

## Localisation
L'église est située dans le département français de la Savoie, sur la commune de Avrieux,.
L'édifice est édifié sur un replat entouré de deux barres rocheuses. Il se trouve sur la route du Mont-Cenis, reliant la France à la péninsule italienne.

## Historique

### Fondation
La première mention d'une église à Avrieux remonte à 1214, Ecclesia de Aprili. Elle est placée sous le vocable d'un saint anglais, Thomas Becket, canonisé en 1173. Cette année est considérée comme la fondation en raison de la donation, au mois de février, de biens par le seigneur Anselme d'Avrieux (Anselmus de Aprili) et ses enfants,. Ce seigneur pourrait être originaire d'Angleterre puisque l'acte indique « Anselmus de Aprili et sui filii de anglia terra ». Une tradition a voulu que cette famille soit liée au Saint, toutefois, cette origine est contestée, notamment par Adolphe Gros, qui fait remarquer la présence d'un membre de cette famille dès 1153,. Le chanoine Bellet remarque qu'il y a eu des relations entre la cour d'Angleterre et celle de Savoie comme le montre les fiançailles en 1173 d'Alix de Savoie, fille d'Humbert III de Savoie, avec Jean sans Terre.
Les visites pastorales faites en 1570 et 1627 signalent la présence de reliques de Thomas Becket dans l'église.

### Agrandissement auXVIIesiècle
En juin, juillet, août 1630, une épidémie de peste a emporté 47 décès sur une population d'Avrieux de 407 habitants. Les habitants ont alors fait le vœu de jeûner aux vigiles de saint Roch et saint Sébastien. En 1649, à la demande des habitants qui ne peuvent respecter ce vœu, l'évêque de Maurienne Paul Milliet a commué le vœu en obligation de refaire le chœur de l'église.
Après une autorisation de l'évêque Hercule Berzet, le 4 juillet 1660, le contrat pour refaire le chœur est donné à Pierre Bertrand, maçon à Avrieux pour le prix de 700 florins de Savoie et l'engagement des habitants de fournir tous les matériaux à pied d'œuvre. Ce contrat précise qu'il sera de la même forme que l'église Notre-Dame-de-l'Assomption d'Aussois. Le chœur est couvert d'une coupole. Les trois nefs de l'église ont été restaurées de manière importante en même temps que la reconstruction du chœur.
Le 18 juin 1673, les syndics ont confié la réalisation du maître-autel aux Maîtres Laurent Portaz (ou Porte), Pierre et Augustin Bertrand, peintres et sculpteurs d'Avrieux. Ce contrat comprend que la sculpture du retable mais sans le tableau ni les statues. Son prix est de 800 florins de Savoie. D'autres travaux ont été confiés aux mêmes artistes en 1675, le tabernacle payé 40 florins de Savoie, 82 florins de Savoie pour le tableau représentant saint Thomas Becket peint par Augustin Bertrand, 61 florins de Savoie pour la sculpture et la dorure du cadre. Le retable est divisé en trois parties par huit colonnes torses. Le grand tableau central représente la canonisation de Thomas Becket. Les statues de saint Thomas et de saint Blaise sont placées dans des niches à coquille encadrant le tableau. Dans le prolongement de l'autel, les statues de saint Antoine et saint Étienne ont été placées dans des niches. Le retable est doré à la feuille par le maître doreur Pierre Milandre d'Anvers, en 1680, pour le prix de 1 000 florins de Savoie.
Laurent Portaz réalise en 1677 l'autel latéral nord dédié à saint Blaise. Le tableau représentant saint Blaise sauvant la vie d'un enfant est offert en 1681 par le marchand Jean Bermond. Quand l'abbé Joseph Damié est nommé curé d'Avrieux, il fait réaliser l'autel latéral sud en 1684 dédié au Rosaire par Augustin Bertrand et il fait déposer le tableau représentant saint Blaise, il le fait remplacer par celui de la mort de saint Joseph, la chapelle prend alors le nom de chapelle Saint-Joseph,.
L'église est consacrée le 15 mai 1678 par l'évêque de Maurienne Hercule Berzet.
Une crypte a été creusée sous le vestibule après une autorisation donnée le 7 avril 1685 par l'évêque de Maurienne Hercule Berzet. Il servait de sépulture aux fidèles morts pendant l'hiver. Plus tard, la crypte a été transformée en chapelle.

## Protection
L'église est classée au titre des monuments historiques le 29 décembre 1989.

## Description
L'église a été érigée dans le type de la Maurienne. L'église comporte trois nefs et un chœur surmonté d'un dôme.